# Проспект Героев-Североморцев
Проспе́кт Геро́ев-Северомо́рцев — основная меридиональная магистраль в северной части города Мурманска. Подобна проспекту Ленина в центре и проспекту Кольскому в Первомайском районе.

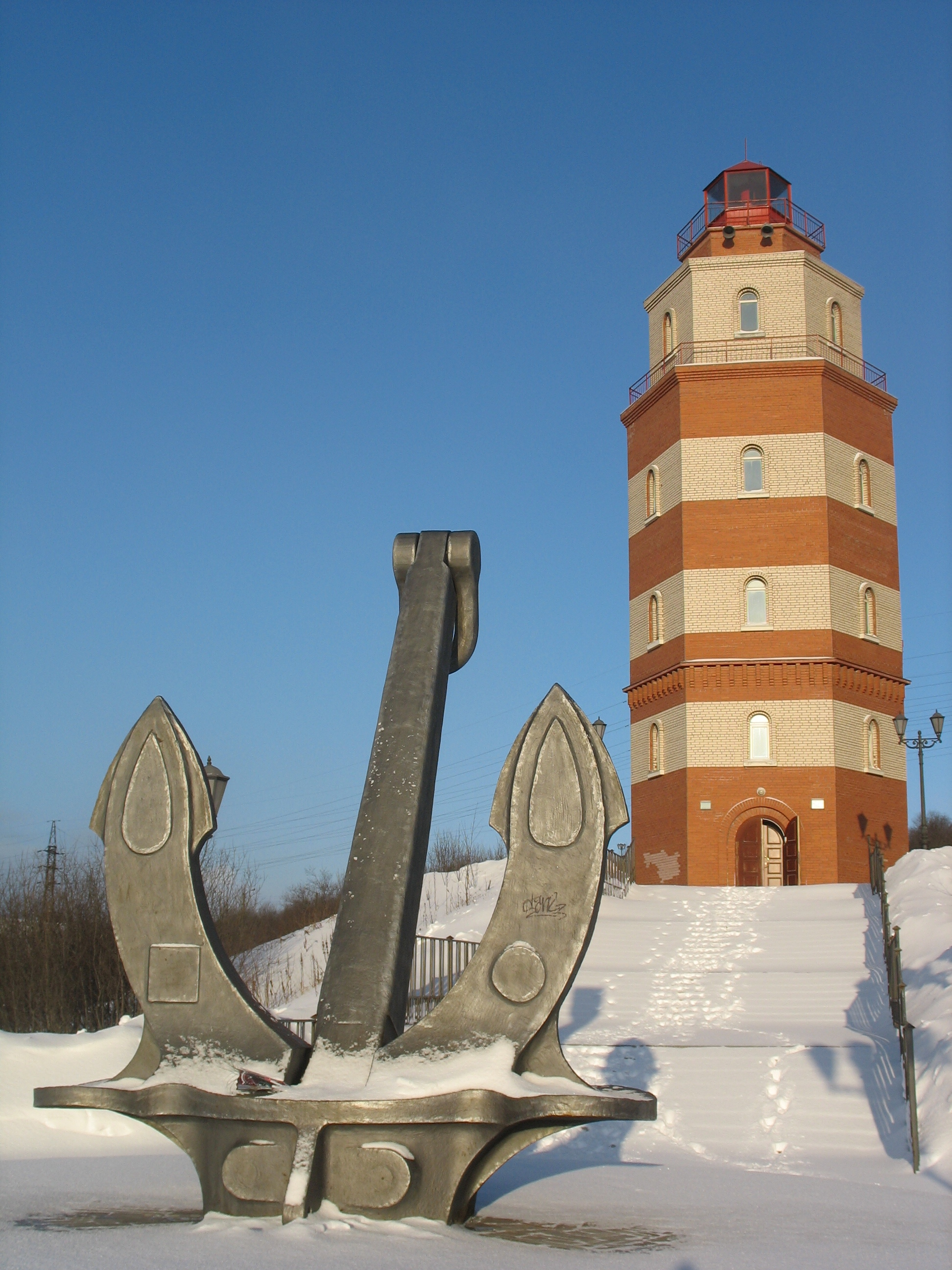
Морякам, погибшим в мирное время

## История
Наименование официально присвоено 2 апреля 1971 года. Из центра Мурманска видно только начало проспекта — развернутые фасадами к заливу девятиэтажные дома, в одном из которых находится ресторан «Панорама». Они расположились на вершине террасы, как раз над «тещиным языком» и отрезком старого Североморского шоссе. Со смотровой площадки, устроенной здесь, открывается широкая панорама города и залива (не случайно возникло название ресторана). К востоку от площадки — Верхне-Ростинское шоссе. А позади домов, на сопке, возвышается мачта-радиостанция и стоит здание обслуживающего персонала. В годы Великой Отечественной войны немецкие лётчики многократно подвергали мачту прицельному бомбометанию. В 2000-е годы здесь был открыт мемориал Морякам, погибшим в мирное время и храм Спаса-на-водах.
Чуть севернее, на стыке с улицей Гагарина, у проспекта образована площадь у Семёновского озера. Отсюда, от парапета набережной, — вид на озеро и окружающую его зелёную зону, на улицу Александрова, мурманский областной центр развития творчества детей и юношества «Лапландия», мемориал Защитникам Советского Заполярья.
К северу от озера проспект идет под уклон и на восточной стороне пролегает у самого подножия высокой террасы. Заросший кустарником склон террасы местами довольно крут. На её гребне лежит улица Гагарина. Вдоль другой стороны проспекта — ряды двухэтажных домов 69-го и 70-го кварталов. Планируется снос этих ветхих, без бытовых удобств, жилищ. Немного дальше по проспекту трехэтажное здание администрации Ленинского округа, два троллейбусных кольца.
На завершающем участке проспекта кварталы пяти-и девятиэтажных домов, возраст которых от 20 до 25 лет, соседствуют со старыми строениями. Своеобразным водоразделом между ними служит река Роста, которую пересекает проспект. Проспект выходит на пересечение с Ленинградским шоссе, где у КПП в ЗАТО Североморск проходит граница Мурманска.

## Перекрестки
К проспекту примыкают улицы Адмирала флота Лобова, Александра Невского, Александрова, Кирпичная, Магомета Гаджиева, Матросская улица, Чумбарова-Лучинского, Юрия Гагарина; проезды Михаила Ивченко и Речной проезд; Верхне-Ростинское шоссе. Проспект пересекает улицу Алексея Хлобыстова.

## Памятники
- Памятный знак «Героям североморцам погибшим в годы Великой Отечественной войны»
- Памятник коту Семёну
- Памятный знак об увековечении первого мэра города-героя Мурманска

## Примечательные здания и сооружения
- № 1 — Церковь Спаса-на-Водах
- № 2 — Мурманский областной центр развития творчества детей и юношества «Лапландия»
- № 2а — Мурманский океанариум
- № 33 — здание администрации Ленинского округа
- № 33а — бывший кинотеатр «Мир»

А также детский городок, имитирующий средневековую крепость, и домик общества моржей на Семёновском озере.

## Транспорт
По проспекту ходят троллейбусные маршруты № 3, 4 и автобусные маршруты № 5, 10, 18, 25, 105.